# Mayo-Sava
Mayo-Sava is een departement in Kameroen, gelegen in de regio Extrême-Nord. De hoofdstad van het departement heet Mora. De totale oppervlakte bedraagt 2 736 km². Er wonen 348 890 mensen in Mayo-Sava.

## Districten
Mayo-Sava is onderverdeeld in drie districten:
- Kolofata
- Mora
- Tokombéré